# محمود نوالی
محمود نوالی (متولد ۱۳۱۲ در تبریز) پژوهشگر فلسفه و استاد بازنشسته گروه فلسفه دانشگاه تبریز است. پژوهش‌های عمدتاً در حوزه پدیدارشناسی، هستی‌شناسی، فلسفه‌های اگزیستانس و فلسفه تطبیقی است.

## تحصیلات
نوالی در رشته فلسفه و علوم تربیتی از دانشگاه تبریز لیسانس گرفت و در دانشگاه تهران، دوره فوق لیسانس را به پایان برد. بعد از آن عازم فرانسه شد و در دانشگاه تولوزلومیرا دکترای سیکل سوم و دکترای دولتی در رشته فلسفه گرفت. نخستین کتاب وی ترجمه «پدیدارشناسی چیست » اثر آندره دارتیک بود که در سال ۷۳ از سوی انتشارات سمت به بازار آمد.